# Chijindu Ujah
Chijindu « CJ » Ujah (né le 5 mars 1994 à Londres) est un athlète britannique, spécialiste du sprint. Champion du monde du relais 4 x 100 m à Londres en 2017, il est également double champion d'Europe de cette même épreuve à Amsterdam en 2016 et à Berlin en 2018. 

## Biographie
Chijindu Ujah remporte la médaille d'argent sur 100 m lors des Jeux de la Jeunesse du Commonwealth en 2011. En 2012, il bat son record personnel en 10 s 26 à Bedford, puis décroche la médaille d'or en 10 s 40 (avec un vent contraire de 1,5 m/s) devant Denis Dimitrov et Robert Polkowski lors des Championnats d'Europe juniors de Rieti.
En 2014 à Hengelo, il descend pour la première fois sous les dix secondes sur 100 m avec un temps de 9 s 96 (+ 1,4 m/s). À cette occasion, il devient le troisième britannique le plus rapide sur cette distance alors qu'il avait au mieux réalisé un temps de 10 s 17 plus tôt dans l'année. Il réédite cette performance le 24 juillet 2015 à Londres avec un vent défavorable de 0,8 m/s.

### Champion du monde et double champion d'Europe du 4 x 100 m (2016-2018)
En 2016, il devient champion d'Europe du relais 4 × 100 m à l'occasion des championnats d'Europe d'Amsterdam, en compagnie de James Dasaolu, Adam Gemili et James Ellington. Il se classe ensuite cinquième de cette épreuve Jeux olympiques de 2016 à Rio de Janeiro
Le 12 août 2017, avec le relais 4 x 100 m, il devient champion du monde à Londres en 37 s 47, battant par la même occasion le record d'Europe de 37 s 73 datant de 1998. Les Britanniques devancent les États-Unis (37 s 52) et le Japon (38 s 04). Le 24 août, lors du Weltklasse Zürich, étape finale de la Ligue de diamant et dans une nouvelle formule où le vainqueur de la finale remporte le trophée, il décroche le titre en s'imposant en 9 s 97 devant Ben Youssef Méité (9 s 97 également).
Le 7 août 2018, il termine à la 4e place de la finale du 100 m des championnats d'Europe de Berlin en 10 s 06, derrière ses compatriotes Zharnel Hughes (9 s 95) et Reece Prescod (9 s 96) et le Turc Jak Ali Harvey (10 s 01). Cinq jours plus tard, avec le relais 4 x 100 m britannique, CJ Ujah est sacré une seconde fois champion d'Europe, en 37 s 80, devant la Turquie (37 s 98) et les Pays-Bas (38 s 03).

### Médaille d'argent olympique mais suspension pour dopage (2021)
Aux Jeux Olympiques de Tokyo en août 2021, Ujah est aligné sur le relais 4 x 100 m en compagnie de ses coéquipiers Zharnel Hughes, Richard Kilty et Nethaneel Mitchell-Blake. Ensemble, ils décrochent la médaille d'argent en 37 s 51, le dernier relayeur italien Filippo Tortu battant d'un petit centième le dernier relayeur britannique Mitchell-Blake, pourtant en tête au dernier passage de témoin. Mais une semaine plus tard, l'athlète britannique est suspendu provisoirement après un test antidopage positif effectué par l'ITA (International Testing Agency) pendant les JO. Ce contrôle positif, qui révèle notamment la présence de deux substances interdites (de l'ostarine pour la prise de masse musculaire et du S-23), prive Ujah et ses coéquipiers de la médaille d'argent du 4 x 100 m. 

## Palmarès

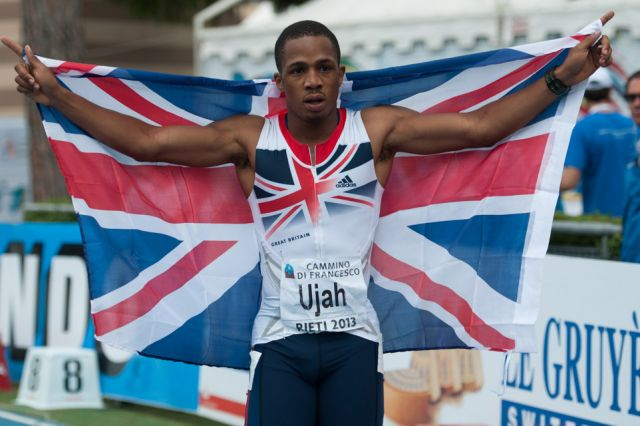
Chijindu Ujah à Rieti en 2013 lors des championnats d'Europe juniors

| Date | Compétition                       | Lieu             | Résultat | Épreuve   | Temps   |
| ---- | --------------------------------- | ---------------- | -------- | --------- | ------- |
| 2013 | Championnats d'Europe juniors     | Rieti            | 1er      | 100 m     | 10 s 40 |
| 2016 | Championnats d'Europe             | Amsterdam        | 1er      | 4 × 100 m | 38 s 17 |
| 2016 | Jeux olympiques                   | Rio de Janeiro   | 5e       | 4 × 100 m | séries  |
| 2017 | Relais mondiaux de l'IAAF         | Nassau           | finale   | 4 x 100 m | DNF     |
| 2017 | Championnats d'Europe par équipes | Lille            | 1er      | 4 x 100 m | 38 s 08 |
| 2017 | Championnats du monde             | Londres          | 1er      | 4 x 100 m | 37 s 47 |
| 2017 | Ligue de diamant                  | Ligue de diamant | 1er      | 100 m     | 9 s 97  |
| 2018 | Championnats d'Europe             | Berlin           | 4e       | 100 m     | 10 s 06 |
| 2018 | Championnats d'Europe             | Berlin           | 1er      | 4 x 100 m | 37 s 80 |
| 2018 | Ligue de diamant                  | Ligue de diamant | 7e       | 100 m     | 10 s 17 |
| 2019 | Relais mondiaux de l'IAAF         | Yokohama         | 3e       | 4 x 100 m | 38 s 15 |
| 2021 | Jeux olympiques                   | Tokyo            | —        | 4 × 100 m | DQ      |

## Records
| Épreuve | Temps                               | Lieu               | Date                            |
| ------- | ----------------------------------- | ------------------ | ------------------------------- |
| 60 m    | 6 s 53                              | Londres Düsseldorf | 1er février 2015 4 février 2020 |
| 100 m   | 9 s 96 (+1,4 m/s) 9 s 96 (-0,8 m/s) | Hengelo Londres    | 8 juin 2014 24 juillet 2015     |